# 至上の愛 (西城秀樹の曲)
「至上の愛」（しじょうのあい）は、西城秀樹の14枚目のシングル。1975年8月25日にRCAから発売された。

## 解説
- 「ちぎれた愛」、「傷だらけのローラ」の系譜を継ぐ、絶唱型の作品である。
- オリコンでは最高位6位（100位内12週）、18.5万枚のセールスに止まった[1]。

## 収録曲
（全作詞：安井かずみ／作曲・編曲：馬飼野康二）
1. 至上の愛
2. ふたりの世界

## この頃のできごと
- 1975年10月10日 - 映画『ブロウアップ ヒデキ』が全国封切りとなる[2]。